# Осадзе, Карона Теодович
Карона Теодович Осадзе — советский хозяйственный, государственный и политический деятель, Герой Социалистического Труда.

## Биография
Родился в 1924 году в городе Зестафони. Член КПСС с 1962 года.
Участник Великой Отечественной войны, командир зенитной установки на линкоре «Севастополь» Черноморского флота. С 1948 года — на хозяйственной, общественной и политической работе. В 1948—1984 гг. — матрос на сухогрузных судах Черноморского морского пароходства, боцман на танкере «Клайпеда», боцман, первый помощник капитана теплохода «Алексеевка» Грузинского морского пароходства Министерства морского флота СССР.
Указом Президиума Верховного Совета СССР от 4 мая 1971 года за выдающиеся успехи, достигнутые в выполнении заданий пятилетнего плана развития морского транспорта, присвоено звание Героя Социалистического Труда с вручением ордена Ленина и золотой медали «Серп и Молот».
Делегат XXIV съезда КПСС.
Умер в Батуми после 1986 года.